# Constantin Trușcă
Constantin Trușcă (n. 20 septembrie 1967) este un deputat român, ales în 2016. 